# Cazaquistão na Universíada de Verão de 2021
O Cazaquistão participou da Universíada de Verão de 2021, que aconteceu em Chengdu, na China, entre 28 de julho e 8 de agosto de 2023.
Foram 93 atletas — 53 masculinos e 40 femininos — em dez modalidades olímpicas e uma não olímpica — o wushu.

## Competidores
Estas foram as modalidades e atletas que disputaram a edição:
| Esporte             | Masculino | Feminino | Total |
| ------------------- | --------- | -------- | ----- |
| Atletismo           | 7         | 8        | 15    |
| Esgrima             | 6         | 6        | 12    |
| Ginástica artística | 5         | 0        | 5     |
| Ginástica rítmica   | 0         | 2        | 2     |
| Judo                | 7         | 5        | 12    |
| Natação             | 3         | 2        | 5     |
| Tiro                | 7         | 4        | 11    |
| Tiro com arco       | 6         | 6        | 12    |
| Taekwondo           | 8         | 4        | 12    |
| Tênis de mesa       | 1         | 1        | 2     |
| Wushu               | 3         | 2        | 5     |
| Total               | 53        | 40       | 93    |

## Medalhas

### Medalhistas
Estes foram os medalhistas desta edição:
| Konstantin Malinovskiy Islam Satpayev | Nikita Shakhtorin |

| Zhanat Nabiyev Artyom Sarkissyan | Nazarbay Sattarkhan |

| Abdurakhmon Maripov Beibarys Kablan | Bexultan Mussakhan Shamsat Duisenov |

| Konstantin Malinovskiy Islam Satpayev | Nikita Shakhtorin |

### Por modalidade
Estas foram as medalhas por modalidade nesta edição:
| Esporte             | Medalha de ouro | Medalha de prata | Medalha de bronze | Total de medalhas |
| ------------------- | --------------- | ---------------- | ----------------- | ----------------- |
| Ginástica artística | 1               | 2                | 1                 | 4                 |
| Taekwondo           | 1               | 0                | 1                 | 2                 |
| Ginástica rítmica   | 0               | 2                | 1                 | 3                 |
| Tiro                | 0               | 2                | 1                 | 3                 |
| Tiro com arco       | 0               | 1                | 0                 | 1                 |
| Judo                | 0               | 0                | 3                 | 3                 |
| Wushu               | 0               | 0                | 2                 | 2                 |
| Esgrima             | 0               | 0                | 1                 | 1                 |
| Natação             | 0               | 0                | 1                 | 1                 |
| Total               | 2               | 7                | 11                | 20                |